# CF Cuernavaca
Club de Fútbol Cuernavaca ist ein ehemaliger mexikanischer Fußballverein aus Cuernavaca, der Hauptstadt des Bundesstaates Morelos. Die Heimspiele wurden im noch heute existierenden Estadio Centenario von Cuernavaca ausgetragen.

## Geschichte
Der Verein war erstmals in der Saison 1968/69 in der seinerzeit noch drittklassigen Tercera División vertreten und schaffte bereits in seiner zweiten Spielzeit 1969/70 den Aufstieg in die damals zweitklassige Segunda División. In diesen beiden Spielzeiten kamen insgesamt 35 Spieler zum Einsatz.
In den drei folgenden Spielzeiten 1970/71, 1971/72 und 1972/73 war der CF Cuernavaca in der zweiten Liga vertreten.